# Husseren-les-Châteaux
Husseren-les-Châteaux là một xã ở tỉnh Haut-Rhin trong vùng Grand Est ở đông bắc Pháp. Xã này có diện tích 1,2 kilômét vuông, dân số năm 1999 là 492 người. Khu vực này có độ cao 380 mét trên mực nước biển.